# Okiharu Yasuoka
Okiharu Yasuoka (保岡 興治, Yasuoka Okiharu), né le 11 mai 1939 à Tōkyō et mort le 19 avril 2019 dans la même ville, est un magistrat et homme politique japonais, membre du Parti libéral démocrate (PLD). 
Il est membre de la Chambre des représentants du Japon pour le 1er district électoral de la préfecture de Kagoshima de 1993 à 2009 et depuis 2012, et auparavant pour les îles Amami de 1972 à 1990. Il est ministre de la Justice du deuxième Cabinet de Yoshirō Mori du 4 juillet 2000 au 6 janvier 2001 et plus récemment du 91e Cabinet du Japon dirigé par Yasuo Fukuda du 1er août au 24 septembre 2008.

## Biographie

### Origines et formation
Bien que né à Tōkyō, sa naissance est enregistrée civilement auprès du village d'Uken dans le district d'Ōshima qui correspond à l'île d'Amami-Ōshima au sein des Îles Amami dans la préfecture de Kagoshima, d'où sa famille est originaire. Il passe l'essentiel de sa petite enfance et le début de sa scolarité dans la ville de Kagoshima. 
Il est le fils d'un homme politique, Takehisa Yasuoka, natif d'Amami-Ōshima qui, après une carrière de fonctionnaire au ministère de l'Intérieur, fut vice-gouverneur de la préfecture de Kagoshima et enfin député des îles Amami d'abord sous les couleurs du parti libéral (1953-1955), puis du PLD (1958-1963, 1968-1969). 
Il retourne à Tōkyō pour ses études secondaires, fréquentant les plus prestigieux établissements de Kojimachi (le quartier institutionnel) à Chiyoda, dont notamment le célèbre lycée métropolitain Hibiya. Il en sort en 1958 et entame des études à la faculté de droit de l'Université Chūō de Tōkyō dont il est diplômé en 1964. Il passe également l'examen d'entrée du barreau et est stagiaire auprès de la Cour suprême du Japon. 
Devenu magistrat, il est à partir de 1967 juge auprès de la cour du district de Kagoshima mais en démissionne l'année suivante pour rejoindre l'équipe de campagne de son père qui, battu dans sa circonscription en 1963 et 1967, cherche à regagner son siège à la Chambre des représentants. Toutefois, bien qu'élu en 1968 et réélu en 1969, Takehisa Yasuoka décide alors de se retirer de la politique, laissant le champ libre à son fils pour lui succéder.      

### Carrière politique

#### Une lente ascension

##### L'entrée en politique
Il est élu pour la première fois dans la circonscription de son père, à savoir les îles Amami, aux élections législatives de 1972, et est sans cesse réélu jusqu'en 1990. Bien qu'il se soit alors présenté comme un indépendant, il rejoint immédiatement le PLD ainsi que la plus puissante faction existant à cette époque en son sein, à savoir le « Club du Jeudi » (木曜クラブ, Mokuyō kurabu), plus connu sous le nom de « faction Tanaka » car largement dominée par Kakuei Tanaka, devenu Premier ministre à la suite des élections de 1972. Cette faction est la principale héritière de l'ancien Parti libéral de Shigeru Yoshida. 
Okiharu Yasuoka reste jusqu'au bout un fidèle de Kakuei Tanaka. Ainsi, lorsque ce dernier est mis en accusation en 1976 dans le cadre de l'affaire Lockheed, Yasuoka devient l'un de ses avocats. 
Par la suite, il participe au gouvernement sans être membre du Cabinet, en étant notamment vice-ministre parlementaire auprès du directeur de l'Agence nationale du territoire Shirō Nakano dans le premier gouvernement de Masayoshi Ōhira de 1978 à 1979 puis auprès du ministre des Finances du Cabinet de Zenkō Suzuki, Michio Watanabe, de 1980 à 1982. Il est également secrétaire général adjoint du PLD de 1987 à 1990, ainsi que président du comité de la planification auprès de la direction général pour la réforme politique du parti de 1989 à 1990. 
Au sein de la faction Tanaka, après le retrait de la politique de Kakuei Tanaka à la fin des années 1980, Yasuoka reste un proche de Susumu Nikaido, lui aussi élu de la préfecture de Kagoshima et alors vice-président du PLD (1984-1986). Ainsi, lorsque Noboru Takeshita prend la succession de Tanaka à la tête du Club du Jeudi en 1985, Yasuoka soutient Nikaido contre ce dernier. Cette opposition interne entraîne la division de l'ex-faction Tanaka en 1987 entre une majorité suivant Takeshita au sein du « Groupe d'études d'Heisei » (平成研究会, Heisei Kenkyūkai), généralement appelé Heiseikai ou à cette époque « faction Takeshita », et une minorité, dont Yasuoka, soutenant Nikaido et continuant à faire vivre le Club du Jeudi qui est désormais appelé « Groupe Nikaido ».  

##### La «guerre Yasu-Toku»
Toutefois, cette ascension politique est stoppée quelque temps à la suite des élections de 1990 au cours desquelles il est battu, pour la première fois depuis 1972, par le docteur Torao Tokuda, médecin militant aux accents plutôt populistes et messianiques fondateur en 1973 du réseau de cliniques privées à vocation humanitaires Tukunoshima Medical Corps. Ce dernier avait déjà été le principal adversaire de Yasuoka en 1983 et 1986. Chacune de leurs confrontations fut d'une telle violence que leur opposition fut appelée la « Guerre Yasu[oka]-Toku[da] » (保徳戦争, Yasu-Toku sensō). Ces trois élections ont à chaque fois passionné et divisé la totalité des îles Amami, la participation tournant toujours autour des 92 % et le vainqueur l'emportant finalement de peu (en 1983, Yasuoka devance Tokuda d'à peine 1 000 voix sur près de 100 000 votants, mais en 1986 il accroît son écart en l'emportant avec presque 51 000 suffrages contre moins de 47 500 pour Tokuda tandis qu'en 1990 ce dernier l'emporte avec un peu plus de 2 000 voix d'avance sur son adversaire et député sortant).
Okiharu Yasuoka retrouve la Chambre des représentants dès les élections de 1993, comme l'un des 4 élus du 1er district électoral de Kagoshima. En effet, le système est encore alors, et jusqu'en 1996, plurinominal, de plus, la circonscription des îles Amami pour laquelle il avait été élu jusqu'à présent, et qui était la seule à ne disposer que d'un seul représentant, a été fondue avant le scrutin de 1993 avec la première circonscription de la préfecture de Kagoshima. Ce qui fait que, à la suite de ces élections, Yasuoka et Tokuda sont tous deux réélus députés pour le même district électoral, Okiharu Yasuoka ayant toutefois obtenu le score le plus élevé avec plus de 101 000 personnes ayant voté pour lui. Finalement, à la suite de la réforme de la carte électorale de 1994 entrée en vigueur depuis les élections de 1996, Yasuoka est élu depuis lors pour le tout nouveau 1er district de Kagoshima, à savoir la ville même de Kagoshima et les environs directs, tandis que les îles Amami ont été incluses dans le 2e district qui est représenté à la Diète pendant longtemps par Torao Tokuda puis, depuis 2005, par le fils de ce dernier, Takeshi Tokuda, mettant ainsi définitivement fin à la « guerre Yasu-Toku ».

##### La dissidence éphémère du PLD
Les élections de 1993 se déroulent dans un contexte de crise majeure du PLD qui connaît de nombreuses dissidences et l'arrivée au pouvoir d'une coalition entre ces transfuges et des opposants de longue date à sa suprématie, l'écartant ainsi pour la première fois des affaires depuis sa création en 1955. Okiharu Yasuoka est toutefois l'un des élus qui restent fidèles à l'ancien parti majoritaire, et intègre en son sein le Heiseikai qu'il avait autrefois combattu mais qui regroupe désormais l'essentiel des anciens membres du vieux Club du Jeudi (et a ainsi repris la place de ce dernier comme principale faction interne au PLD) et qui à cette époque est surnommé « faction Obuchi » car emmené par Keizō Obuchi.
Toutefois, dès 1994, la coalition anti-PLD au pouvoir chute : le Premier ministre Tsutomu Hata perd sa majorité, le Parti socialiste et le petit mouvement centriste du Nouveau Parti pionnier s'alliant avec le PLD pour former une nouvelle majorité. Toutefois, bien que ce dernier domine largement en nombre de sièges à la Diète cette alliance, les cadres dirigeants du parti décident de soutenir un socialiste, Tomiichi Murayama, pour prendre la tête du Cabinet. Cette stratégie est désavouée par une partie des parlementaires du PLD, emmenés par l'ancien Premier ministre Toshiki Kaifu, et parmi eux se trouvent Okiharu Yasuoka.
Ces dissidents fondent alors leur propre parti, membre de l'Union pour une réforme libérale (自由改革連合, Jiyū-kaikaku rengō), qui se dissout quelques mois plus tard dans le grand parti d'opposition formé par les anciens membres de la coalition anti-PLD opposés au revirement des socialistes et des pionniers, le Parti de la nouvelle frontière (新進党, Shinshintō).
La dissidence de Yasuoka est toutefois de courte durée : dès 1995, lorsque Toshiki Kaifu quitte la présidence du Shinshintō au profit du plus controversé Ichirō Ozawa, il quitte l'opposition pour retourner au PLD.

#### Un spécialiste du système judiciaire et de la réforme de la Constitution

##### La faction Yamasaki
Il retrouve des postes d'importances au sein de ce mouvement, puisqu'en 1997 il devient 1er président délégué du puissant Conseil de recherche politique du parti. Il seconde alors Taku Yamasaki, président de ce Conseil de 1995 à 1998, et en devient un proche en partageant notamment ses théories réformistes, particulièrement en ce qui concerne la Constitution (le fameux amendement empêchant le Japon de se reconstituer en une réelle puissance militaire étant le plus contesté par les partisans d'une réforme constitutionnelle). Ainsi, lorsque Yamasaki fonde sa propre faction en 1998, la « Commission pour un futur politique » (近未来政治研究会, Kinmirai Seiji Kenkyūkai), Yasuoka la rejoint. Cette tendance réformiste n'a toutefois alors qu'une taille très faible, Taku Yamasaki n'arrivant qu'en troisième position avec seulement 51 votes de délégués lors de l'élection du président du PLD en septembre 1999, le leader sortant et Premier ministre de l'époque Keizō Obuchi étant alors réélu.

##### Le premier passage au ministère de la Justice
Malgré la défaite de cette faction, Okiharu Yasuoka reste très écouté dans les domaines juridiques et constitutionnels, puis qu'il est président de la Commission de recherche sur le système judiciaire du PLD à partir de 1998 avant d'être nommé en janvier 2000 à la tête de la Commission de recherche sur la Constitution tout juste créée à la Chambre des représentants pour répondre aux interrogations de plus en plus vives de la classe politique quant au bien-fondé de garder les références pacifistes de la constitution de 1947. 
Mais surtout, il obtient son premier poste d'importance en étant nommé ministre de la Justice du second Cabinet formé par Yoshirō Mori du 4 juillet 2000 au 6 janvier 2001. Il a alors surtout été chargé de mettre en application la politique sécuritaire annoncée au cours de la campagne des législatives de 2000 par le Premier ministre Mori, à savoir la reprise des exécutions capitales (3 en septembre, alors qu'aucune n'avait eu lieu depuis le début de l'année) ou encore la réforme de la « loi juvénile », dont la mesure la plus controversée fut l'abaissement de l'âge de la responsabilité pénale (l'âge légal auquel une personne peut être reconnue comme responsable pénalement de ses actes, et auquel donc un mineur multirécidiviste peut être jugé comme un adulte) de 16 à 14 ans. Cette mesure, quoique assez bien accueillie par le grand public marqué par plusieurs faits-divers sanglants mettant en scène des mineurs depuis la fin des années 1990, fut particulièrement critiquée par des universitaires, intellectuels et des professionnelles de la justice pour enfants comme favorisant trop la répression au détriment de la réhabilitation des jeunes délinquants.

##### Le responsable des questions constitutionnelles au PLD
S'il n'est pas reconduit dans le gouvernement remanié de Yoshirō Mori le 6 janvier 2001, et s'il ne participe à aucun des cabinets de Jun'ichirō Koizumi, il n'en est pas moins, en tant que poids lourds de la faction Yamasaki qui est l'un des piliers sur lequel se fonde Koizumi, un des principaux partisans de la politique réformatrice de ce dernier. Il reste l'un des experts, sinon le principal expert du PLD concernant les questions touchant au système judiciaire et à la réforme de la Constitution. Il est ainsi tout d'abord à partir de 2003 le président de la Commission de recherche sur la Constitution au sein du PLD, puis président de la Commission de Recherche sur les Lois antimonopole de ce parti et premier directeur de la Commission spéciale pour la Recherche sur la Constitution du Japon à la Chambre des représentants en 2005 et enfin, à compter de 2007, il est juge en chef de la Cour de destitution des juges (tribunal formé par les Parlementaires chargé de statuer sur la destitution des magistrats ayant failli à leur devoir), conseiller principal de la Commission de recherche sur les lois antimonopoles au sein du parti et président par intérim du Conseil de la Constitution. De plus, il est l'un des principaux soutiens de Yasuo Fukuda contre Tarō Asō et l'un des artisans de la victoire du premier sur le second en 2007.

##### Ministre de la Justice de Yasuo Fukuda
Lorsque Yasuo Fukuda, au plus bas dans les sondages, décide de procéder à un profond remaniement de son Cabinet le 1er août 2008, il décide de confier la Justice à Okiharu Yasuoka. Celui-ci est alors présenté par la plupart des observateurs nationaux et internationaux comme un technicien (ancien magistrat et spécialiste des questions judiciaires et constitutionnelles), un bourreau de travail mais aussi comme manquant de flexibilité et n'étant pas particulièrement doué pour la diplomatie ou nouer le dialogue avec ses adversaires,. 
Il est, comme son prédécesseur Kunio Hatoyama, considéré comme un « faucon » et un conservateur, voire un néo-conservateur, concernant la politique judiciaire. Ainsi, il a annoncé quelques jours seulement après sa nomination qu'il continuerait à soutenir le maintien de la peine de mort au Japon, déclarant que : « Plus de 80 % de la population soutient la peine capitale et je pense qu'elle doit être maintenue ». Ainsi, durant son passage au ministère, il donne son accord pour l'exécution de trois condamnés à la peine capitale qui a lieu le 11 septembre 2008. 
Il s'est également fait remarquer, à l'instar de ses collègues de l'Agriculture Seiichi Ōta et de la Protection des consommateurs Seiko Noda, pour s'être rendu le 15 août 2008, jour de la commémoration de la capitulation japonaise en 1945, au très controversé Sanctuaire de Yasukuni qui honore la mémoire des soldats morts pour le Japon, dont plusieurs criminels de guerre de classe A de la Seconde Guerre mondiale et devenu après-guerre l'un des symboles du renouveau du sentiment nationaliste au Japon. Cette attitude s'est alors posée en porte-à-faux avec celle du Premier ministre Yasuo Fukuda qui, s'étant toujours refusé à visiter le sanctuaire dans l'exercice de ses fonctions contrairement à ce qu'avait fait Jun'ichirō Koizumi, a prononcé le même jour un discours dans lequel il exprimait des « remords » pour les souffrances infligées par le Japon aux autres nations d'Asie par le passé.
C'est aussi, selon son site officiel et sa fiche de présentation sur le site du cabinet, un admirateur de Takamori Saigō. Cet homme politique japonais du XIXe siècle, un des principaux partisans de la révolution Meiji à ses débuts mais surtout connu comme le « dernier samouraï » et l'instigateur de la rébellion de Satsuma, considérée comme le dernier sursaut du Japon féodal contre l'entrée du pays dans la modernité à la mode occidentale. Originaire et maître de la province de Satsuma qui correspond à une grande partie de la préfecture actuelle de Kagoshima d'où Yasuoka est originaire, Saigō reste un des emblèmes des valeurs traditionnelles nippones et du bushidō.

#### La défaite de 2009
Okiharu Yasuoka est l'une des victimes de la défaite historique du PLD aux élections législatives du 30 août 2009. Il est alors battu dans son 1er district électoral de la préfecture de Kagoshima par son éternel adversaire démocrate depuis 1996, Hiroshi Kawauchi. Il retrouve toutefois sa circonscription aux élections législatives suivantes le 16 décembre 2012. Le PLD ayant retrouvé la majorité, Okiharu Yasuoka est porté le 27 décembre suivant à la présidence de la commission spéciale de l'Éthique politique et du Système électoral de la Chambre des représentants.    

### Passions et loisirs
Okiharu Yasuoka est connu pour être plutôt sportif, aimant particulièrement le jogging mais aussi la natation. Ainsi, il traverse régulièrement les 2,1 km que forment la largeur de la baie de Kinko dans la préfecture de Kagoshima.  